# Eurofighter Typhoon
Eurofighter Typhoon ("Chiến binh châu Âu - Cuồng phong" hay "Thần phong trời Âu") là một máy bay chiến đấu tấn công đa nhiệm vụ, có cánh tam giác và cánh mũi do liên doanh Eurofighter GmbH thiết kế và chế tạo. Tuy nhiên những cuộc nghiên cứu của dự án này đã bắt đầu ngay từ năm 1979 và phát triển thành loại Eurofighter Typhoon như ngày nay.
Việc chế tạo hàng loạt Eurofighter Typhoon đang được tiến hành và chiếc máy bay này đã chính thức đi vào hoạt động trong Không quân Ý và Không quân Tây Ban Nha.

## Phát triển
Xem thêm: Biểu thời gian Eurofighter Typhoon.
Anh Quốc đã xác định nhu cầu về một loại máy bay chiến đấu mới ngay từ năm 1971. Tới năm 1979, nhu cầu về một loại máy bay chiến đấu mới của Tây Đức đã dẫn tới việc phát triển chiếc máy bay khái niệm (concept) TFK-90.
Năm 1979 British Aerospace và Messerschmitt-Bölkow-Blohm đã giới thiệu một đề xuất chính thức tới chính phủ nước mình về Máy bay chiến đấu Hợp tác châu Âu  (ECF: European Collaborative Fighter) hay European Combat Fighter.. Tháng 10 năm 1979, Dassault đã gia nhập dự án và ECF trở thành cuộc nghiên cứu chung giữa ba nước, và nó được gọi là Máy bay Chiến đấu châu Âu - European Combat Aircraft.. Chính ở giai đoạn phát triển này cái tên Eurofighter đã được chính thức sử dụng. Việc phát triển nguyên mẫu tại từng nước tiếp tục diễn ra; Pháp với ACX, Anh Quốc với P.110 và P.106 và Tây Đức với TFK-90. Dự án ECA đã sụp đổ năm 1981 vì nhiều lý do gồm cả khác biệt trong nhu cầu của từng nước, sự nhấn mạnh về "lãnh đạo thiết kế" của Dassault và sự ưu tiên cho phiên bản động cơ RB199 của Anh trong khi Pháp thích loại SNECMA M88.
Vì thế các đối tác của Panavia (BAe, MBB và Aeritalia) đã tung ra chương trình Máy bay Chiến đấu Nhanh nhẹn (ACA) vào tháng 4 năm 1982. ACA rất giống với loại P.110 của BAe, với cánh tam giác, cánh mũi và đuôi kép. Một khác biệt chủ yếu bên ngoài là việc thay thế cửa hút gió động cơ bên bằng một cửa hút gió chính giữa. ACA sử dụng phiên bản động cơ RB199 đã sửa đổi. Bộ Quốc phòng Anh đã đồng ý tài trợ 50% chi phí, 50% do các công ty gánh chịu. MBB và Aeritalia cùng tham gia với mục tiêu chế tạo hai chiếc máy bay, một tại Warton và một do MBB. Tháng 5 năm 1983 BAe đã thông báo một hợp đồng với Bộ Quốc phòng cho việc phát triển và chế tạo một chiếc máy bay trình diễn ACA gọi là Chương trình máy bay thực nghiệm.

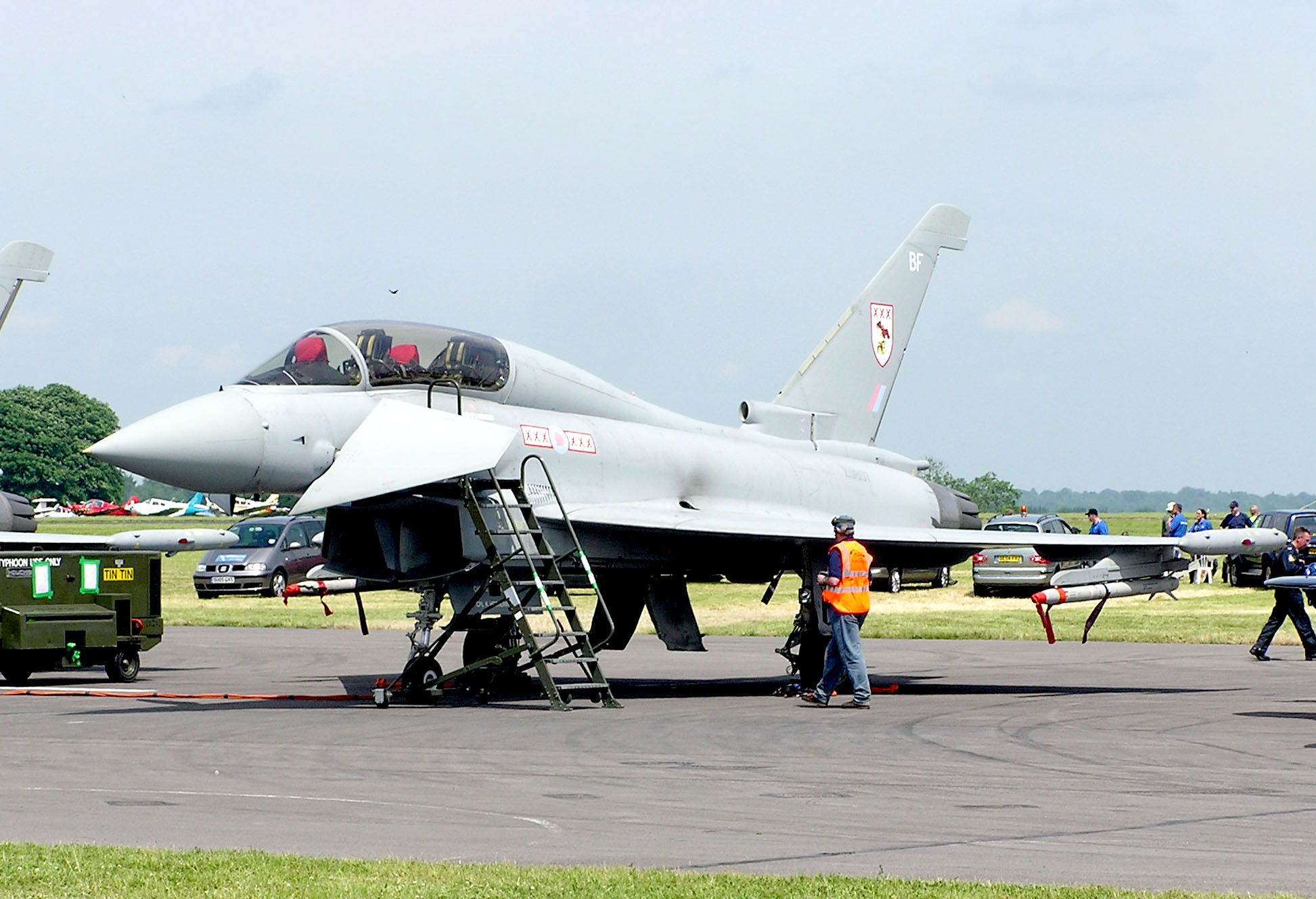
Eurofighter Typhoon T1 của Không lực Hoàng gia Anh. Miếng đen ở giữa thân là cửa thoát khí của Động cơ phụ

Năm 1983, Anh Quốc, Pháp, Đức, Italia và Tây Ban Nha đã đưa ra chương trình Máy bay Chiến đấu Tương lai châu Âu (FEFA). Chiếc máy bay này có khả năng cất hạ cánh thẳng đường băng ngắn (STOL) và chiến đấu ngoài tầm nhìn (BVR). Năm 1984, Pháp lặp lại yêu cầu của mình cần có phiên bản dành cho tàu sân bay và đòi hỏi có vai trò lãnh đạo. Anh Quốc, Tây Đức và Italia quyết định không tham gia và thành lập một chương trình EFA mới.
Ngày 2 tháng 8 năm 1985, tại Torino, Italia, Tây Đức và Anh Quốc đã đồng thuận cùng tiếp tục phát triển Eurofighter. Thông báo về thỏa thuận này xác nhận rằng Pháp cùng với Tây Ban Nha đã lựa chọn rút lui khỏi dự án. Mặc dù có áp lực từ phía Pháp, Tây Ban Nha đã tham gia lại chương trình này vào tháng 9-1985.. Pháp chính thức rút lui để theo đuổi chương trình ACX của riêng mình, và nó sẽ phát triển thành kiểu Dassault Rafale.
Cũng trong năm 1985, BAe EAP đã chính thức giới thiệu BAe Warton, khi ấy được tài trợ bởi MBB và chính BAe. EAP cất cánh lần đầu ngày 6 tháng 8 năm 1986. Eurofighter rất giống với EAP. Việc thiết kế tiếp tục kéo dài trong năm năm tiếp theo với những dữ liệu từ EAP. Nhu cầu đặt hàng ban đầu gồm: Anh Quốc 250 chiếc, Đức 250 chiếc, Italia 165 chiếc và Tây Ban Nha 100 chiếc. Tỷ lệ phân chia lợi nhuận - British Aerospace (33%), Daimler-Benz (33%), Aeritalia (21%), and Construcciones Aeronáuticas SA (CASA) (13%).
Eurofighter Jagdflugzeug GmbH cũng chính thức được thành lập năm 1986 với trụ sở chính tại München để quản lý việc phát triển dự án và liên doanh EuroJet Turbo GmbH, thành lập giữa Rolls-Royce, MTU Aero Engines, FiatAvio (hiện là Avio) và ITP cho việc phát triển động cơ EJ200.
Tới năm 1990 việc lựa chọn loại ra-đa lắp đặt cho máy bay đã trở một vấn đề gây trở ngại lớn. Anh Quốc, Italia và Tây Ban Nha ủng hộ loại ECR-90 của Ferranti Defence Systems, trong khi Đức thích loại APG-65 dựa trên MSD2000 (một liên doanh giữa Hughes, AEG và GEC-Marconi). Một thỏa thuận đã được ký kết sau khi Bộ trưởng Quốc phòng Anh Tom King đảm bảo với đối tác Tây Đức Gerhard Stoltenberg rằng chính phủ Anh sẽ cam kết tài trợ cho dự án và cho phép GEC có được Ferranti Defence Systems. Vì thế GEC đã rút lui sự ủng hộ cho MSD2000.
Chuyến bay đầu tiên của nguyên mẫu Eurofighter diễn ra ngày 27 tháng 3 năm 1994 (khi ấy được gọi là Eurofighter EF 2000). Phi công thử nghiệm trưởng Peter Weger của Messerschmitt-Bölkow-Blohm đã lái nguyên mẫu bay vòng quanh Bayern. Trong thập niên 90 xảy ra nhiều cuộc tranh cãi lớn về việc phân chia công việc, tính năng kỹ thuật máy bay và thậm chí cả việc tham gia vào dự án.
Khi hợp đồng sản xuất cuối cùng được ký kết năm 1997, số lượng đặt hàng sau khi đã sửa đổi như sau: Anh Quốc 232, Đức 180, Italia 121 và Tây Ban Nha 87. Việc chế tạo được phân công theo số lượng hàng đặt: Aerospace Anh Quốc (37%), DASA (29%), Aeritalia (19.5%), và CASA (14%).
Vào tháng 9 năm 1998, tên Typhoon được chọn cho kiểu máy bay này, cho dù có những phê phán tên gọi này không nguyên gốc và kém chính xác về chính trị. Hawker Typhoon là kiểu máy bay tiêm kích ném bom của Không lực Hoàng gia Anh trong Thế Chiến II chống lại Đức Quốc xã trong những năm 1941-1945. Các tên gọi khác như Maelstrom và Vortex đã bị từ chối.
Eurofighter Typhoon đã được thử nghiệm tại Vidsel, Thụy Điển nơi nó đã phải trải qua các điều kiện thời tiết rất khắc nghiệt (tới -31˚C).
Vào tháng 5 năm 2007, chiếc Eurofighter Development Aircraft 5 bay thử lần đầu tiên với hệ thống radar CAESAR (CAPTOR Active Electronically Scanning Array Radar) Lưu trữ ngày 16 tháng 8 năm 2007 tại Wayback Machine, một ứng dụng kỹ thuật radar quét điện tử tích cực của Euroradar CAPTOR.

### Chi phí và chậm trễ
Chi phí cho dự án Eurofighter đã tăng cao so với những ước tính ban đầu. Chi phí cho chiếc máy bay của Anh Quốc đã tăng từ 7 tỷ bảng lên 19 tỷ bảng và ngày dự tính đưa vào hoạt động (2003 được coi là thời hạn chuyển giao chiếc máy bay đầu tiên cho Không quân Hoàng gia Anh) đã chậm 54 tháng. Vấn đề Anh Quốc có tiếp tục tham gia 88 máy bay của Tranche 3 vẫn còn là nghi vấn. Giá thành của Typhoon đã gây ra các tranh cãi khi mà tính ra nó còn mắc hơn cả F-22 và việc mua 107 chiếc đã làm tê liệt việc mua sắm mới của lực lượng quân đội Anh trong 20 năm.
Cuối năm 1990, ngày càng rõ là chính phủ Đức không còn nhiệt tình tham gia dự án nữa. Không quân Đức được trao nhiệm vụ tìm kiếm các giải pháp thay thế gồm cả việc thực hiện dự án Eurofighter với chi phí thấp hơn. Những lo lắng của người Đức về Eurofighter lên tới đỉnh điểm tháng 7 năm 1992, khi họ thông báo quyết định rời bỏ dự án. Tuy nhiên, vì đã là một thành viên tích cực ban đầu, tất cả các bên đều đã ký cam kết với dự án và tự thấy mình không thể từ bỏ.
Năm 1995 những lo ngại về việc phân chia công việc bắt đầu xuất hiện. Từ khi dự án Eurofighter hình thanh sự phân chia công việc đã được các bên đồng thuận theo tỷ lệ 33/33/21/13 (Anh Quốc/Đức/Italia/Tây Ban Nha) dựa trên số lượng đơn vị sẽ được đặt hàng bởi mỗi quốc gia tham dự. Tuy nhiên, sau đó tất cả các nước đều giảm số lượng đặt hàng của mình. Anh Quốc giảm từ 250 còn 232, Đức từ 250 còn 180, Italia từ 165 còn 121 và Tây Ban Nha từ 100 còn 87. Theo mức độ đặt hàng này, tỷ lệ công việc phân chia sẻ là 39/24/22/15; tuy nhiên Đức không muốn mình bị mất một phần công việc lớn như vậy. Tháng 1 năm 1996, sau nhiều cuộc đàm phán giữa các bên đối tác Anh Quốc và Đức, một bản thỏa thuận đã được ký kết theo đó Đức sẽ đặt hàng thêm 40 chiếc máy bay từ năm 2012. Tỷ lệ phân chia công việc theo đó sẽ là 43% cho EADS MAS tại Đức và Tây Ban Nha; 37.5% BAE Systems tại Anh Quốc; và 19.5% cho Alenia tại Italia.
Một cột mốc quan trọng khác là Triển lãm Hàng không Farnborough tháng 9 năm 1996. Anh Quốc thông báo việc cung cấp vốn cho giai đoạn chế tạo của dự án. Tháng 11 năm 1996 Tây Ban Nha xác định số lượng đặt hàng của mình nhưng một lần nữa Đức lại trì hoãn đưa ra quyết định. Sau nhiều hoạt động ngoại giao giữa Anh và Đức, một thỏa thuận cấp vốn tạm thời 100 triệu DM (51 triệu €) từ chính phủ Đức vào tháng 7 năm 1997 cho việc tiến hành các chuyến bay thử được thông qua. Những cuộc đàm phán tiếp theo cuối cùng dẫn tới việc Đức chấp nhận mua Eurofighter vào tháng 10 năm 1997.
Dù đa số các vấn đề của dự án đều liên quan tới chính trị, với nhiều lần trì hoãn quan trọng đều có nguyên nhân từ việc cung cấp vốn và sự chần chừ từ phía các chính phủ, Typhoon cũng gặp phải một số vấn đề nhỏ về kỹ thuật.

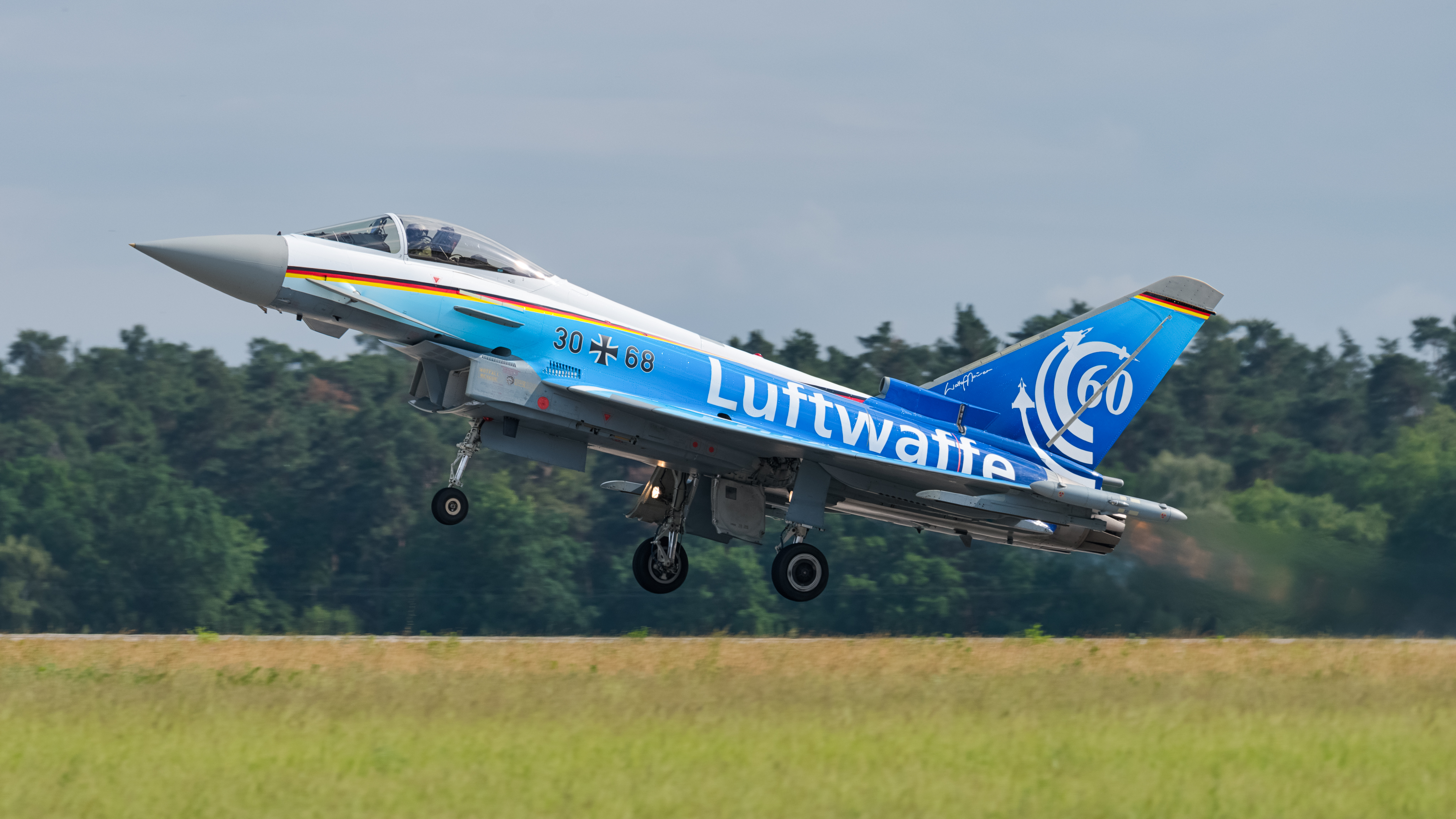
Eurofighter Typhoon EF2000 của Không quân Đức đang cất cánh

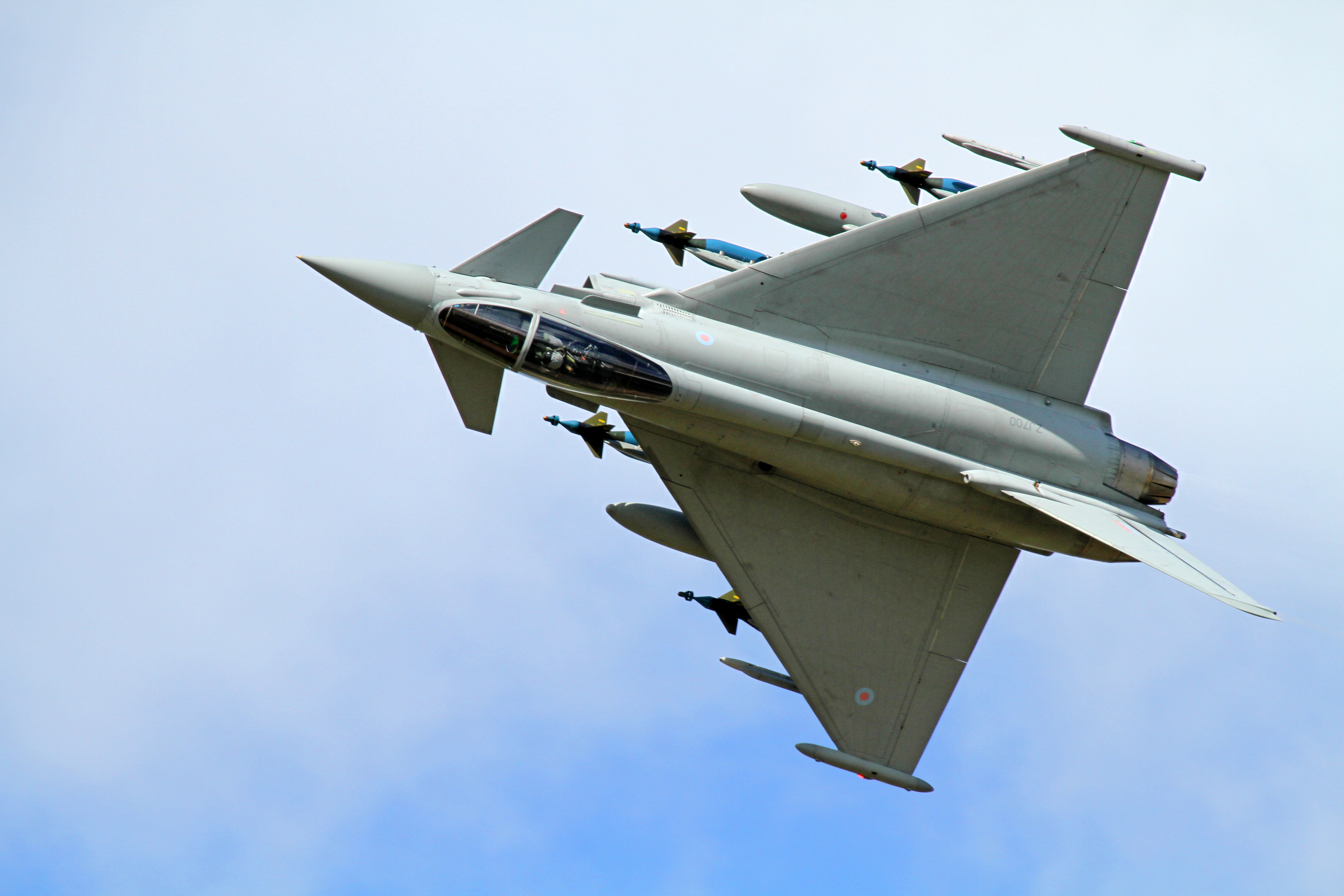
Eurofighter Typhoon FGR4 7 với vũ khí

Ngày 21 tháng 11 năm 2002, chiếc nguyên mẫu hai chỗ ngồi DA-6 của Tây Ban Nha rơi vì sự cố động cơ. Lỗi này được giải thích là có liên quan tới tiêu chuẩn thực nghiệm của động cơ được sử dụng cho chiếc máy bay. Ngày 16 tháng 1 năm 2006 một chiếc Typhoon T1 của RAF đã phải hạ cánh khẩn cấp tại căn cứ Không lực Hoàng gia Anh Coningsby. Bánh mũi đã không thể bật ra, dù đã sử dụng hệ thống điều khiển chính và hệ thống khẩn cấp. Chiếc máy bay đã phải hạ cánh bằng các bánh đáp phía sau và cho hoạt động đồng thời phanh không khí và phanh dù. Mũi sau đó đã từ từ hạ xuống, giảm tối thiểu thiệt hại cho máy bay. Các phi công nhanh chóng rời máy bay sau khi thang được đưa tới. Chiếc Typhoon T1 của RAF hiện đã hoạt động trở lại.
Tháng 11 năm 2006, BAE Systems bắt đầu một chương trình nâng cấp để giúp 43 chiếc Typhoons thuộc tranche 1 của Không lực Hoàng gia Anh lên đủ tiêu chuẩn thông thường. Việc bảo trì định kỳ sẽ diễn ra đồng thời với việc nâng cấp.
Các máy bay cung cấp cho quân đội Đức đã bị than phiền về chất lượng sản phẩm và nó đã gây ra một cuộc tranh luận giữa quân đội Đức và hãng sản xuất. Vụ việc gây hậu quả nghiêm trọng, tất cả việc sản xuất đến khi đó đã bị đình lại. Năm 2011 một nhân viên đã ghi nhận đến 68 lỗi có khả năng dẫn đến những trường hợp nguy hiểm. Các thanh tra sau khi kiểm tra đã công bố 35 khiếm khuyết từ khi sản xuất và 49 lỗi phát sinh sau 7 tháng. Ví dụ như máy đo độ cao hoạt động không đúng chỉ độ cao thấp hơn thực tế đến 60 m. Hệ thống điện tử là một trong các linh kiện của Eurofighters được bơm dầu không đạt khiến cho máy bay có thể bị mất thăng bằng và rơi, bu long bánh trước được gắn vào không đúng cách khiến nó lỏng ra khi bay. Gần đây nhất thì ghế phóng của Typhoon trong các chiếc của Đức bị phát hiện không hoạt động. Hơn một nửa trong số 103 máy bay trong biên chế của Đức đang trong trạng thái không hoạt động do phát hiện các vấn đề kỹ thuật, thiếu phụ tùng thay thế, thiếu các chuyên gia kiểm tra cũng như đang cần được bảo dưỡng nâng cấp sửa chữa.

## Sản xuất

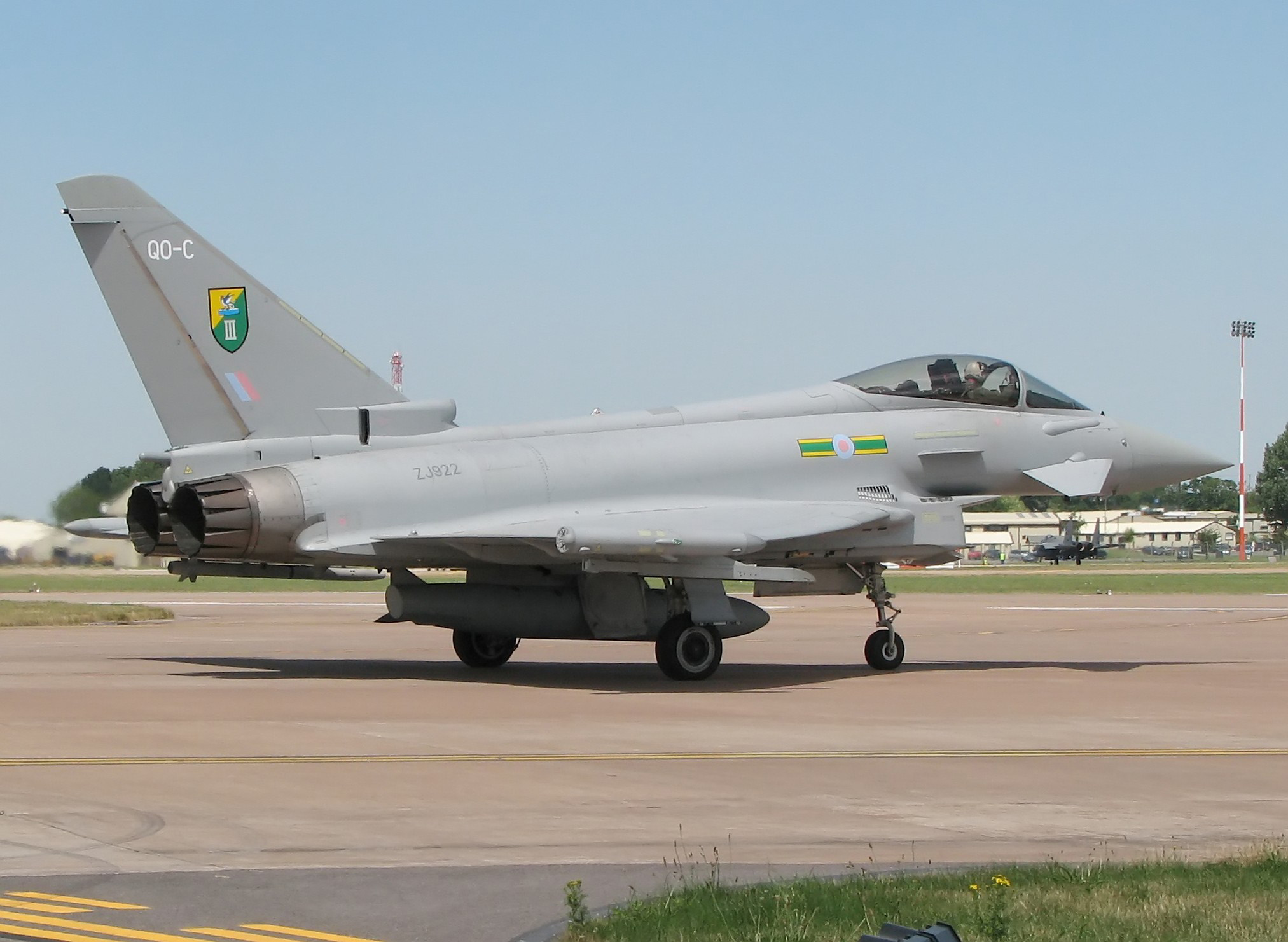
Biến thể một ghế ngồi Eurofighter Typhoon F2, RAF

Eurofighter Typhoon là chiếc máy bay chiến đấu hiện đại duy nhất được sản xuất trên bốn dây chuyền khác nhau. Mỗi công ty đối tác lắp ráp máy bay của riêng mình, nhưng chế tạo chung phụ tùng cho tất cả 620 chiếc máy bay.
- Alenia – Cánh trái, cánh lái ngoài, các phần thân sau
- BAE Systems – Thân trước, (gồm cả cánh mũi), vòm kính buồng lái, khung lưng, cánh thăng bằng đuôi, cánh lái trong, phần thân sau
- EADS
  - Chi nhánh Đức– Thân giữa chính
  - Chi nhánh Tây Ban Nha– Cánh phải, leading edge slats

Việc chế tạo được chia thành ba "Tranches" (xem bảng dưới) số tiền chia sẻ tăng theo khả năng chế tạo của từng tranche. Các Tranche lại được chia nhỏ tiếp thành các gói và lô, ví dụ những chiếc hai chỗ ngồi (twin seaters) thuộc Tranche 1 của Không quân Hoàng gia là gói gồm những chiếc T1 và gói gồm những chiếc T2.
| Quốc gia    | Tranche 1 | Tranche 2 | Tranche 3 | Tổng cộng |
| ----------- | --------- | --------- | --------- | --------- |
| Áo          | 0         | 18*       | 0         | 18        |
| Đức         | 44        | 68        | 68        | 180       |
| Ý           | 29        | 46        | 46        | 121       |
| Ả Rập Xê Út | 0         | 48        | 24        | 72        |
| Tây Ban Nha | 20        | 33        | 34        | 87        |
| Anh Quốc    | 55        | 89        | 88        | 232       |
| TỔNG CỘNG   | 148       | 302       | 260       | 710       |

*) Dường như Áo sẽ nhận 6 tranche 1 chiếc máy bay ở thời điểm hiện tại và 12 tranche sau này.

Nó đã được nhất trí để đảm bảo thời hạn giao hàng đúng theo hợp đồng. Điều này chưa rõ ràng

bởi vì hiện chưa rõ liệu những chiếc T1 có hay làm thế nào để được trang bị thêm theo tiêu chuẩn T2.

### Xuất khẩu

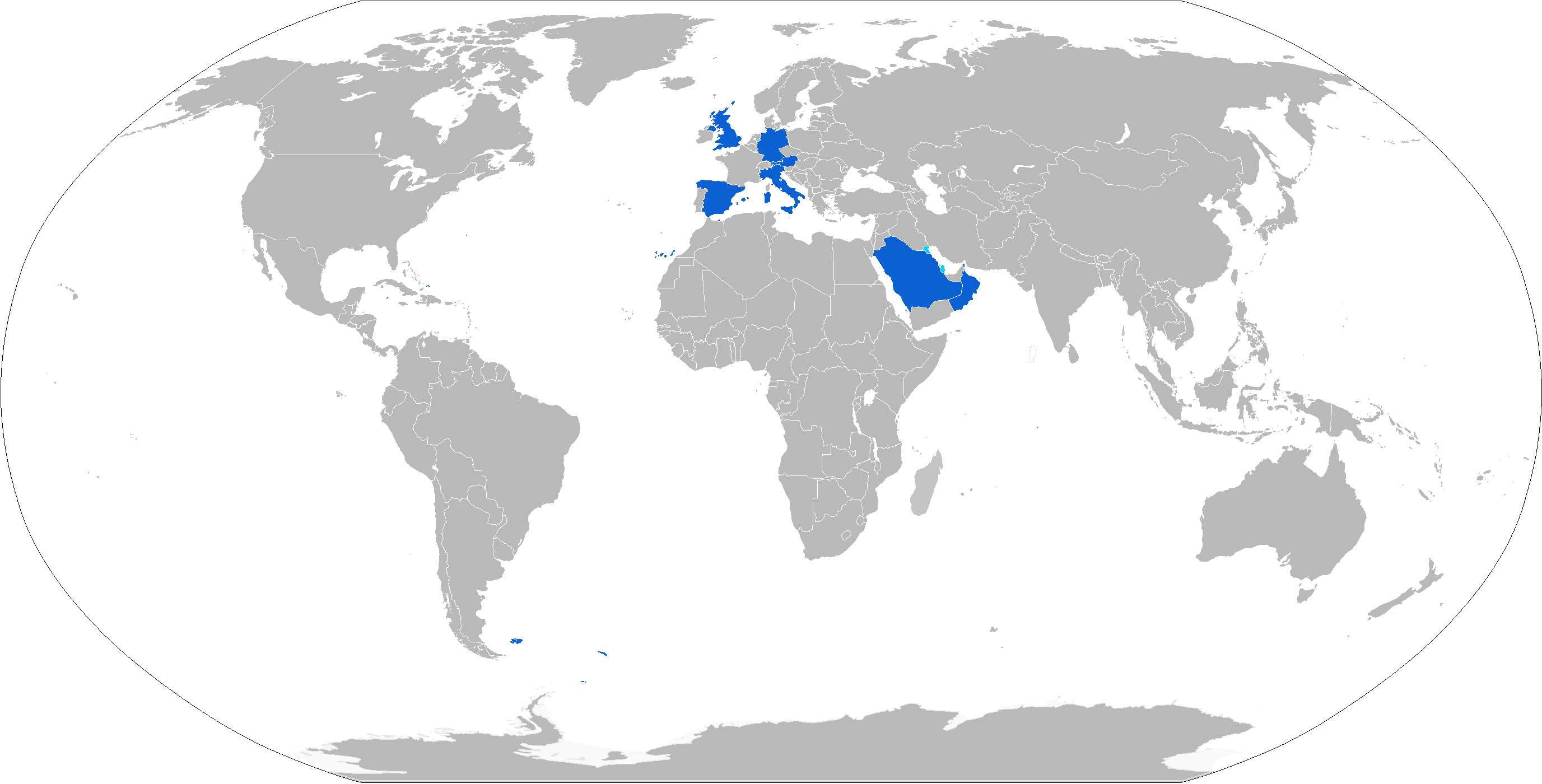
Các nước đang sử dụng hay đã đặt hàng Eurofighter Typhoon.

Năm 1999 chính phủ Hy Lạp đã đồng ý đặt hàng 60 chiếc Typhoon để thay thế những chiếc máy bay chiến đấu thế hệ thứ hai họ đang sử dụng. Tuy nhiên, việc mua bán đã tạm ngừng vì những vấn đề tài chính, chủ yếu vì tiền đã được chi cho các chương trình phát triển khác và để chuẩn bị cho Olympic mùa hè 2004. Tháng 6 năm 2006, chính phủ đã thông báo kế hoạch mua dài hạn trị giá tới 22 tỷ euro nhằm đảm bảo tài chính cần thiết cho chương trình hiện đại hóa không quân trong vòng 10 năm tới. Typhoon hiện đang được đánh giá cho dự án này, cùng với F-22 Raptor, Rafale và F-35 Lightning II.
Ngày 2 tháng 7 năm 2002, chính phủ Áo đã thông báo quyết định Typhoon làm loại máy bay chiến đấu mới của họ. Hợp đồng mua 18 chiếc Typhoon đã hoàn thành ngày 1 tháng 7 năm 2003, và gồm 18 chiếc máy bay, việc huấn luyện phi công và kỹ thuật mặt đất, hậu cần, bảo dưỡng và một buồng bay giả lập. Tương lai của hợp đồng này gần đây đã bị nghi ngờ trong nghị viện Áo.
Sau những chiến dịch không thành công tại Hàn Quốc và Singapore, ngày 18 tháng 8 năm 2006, có thông báo nói rằng Ả Rập Xê Út sẽ mua 72 chiếc Typhoon. Tháng 11 và 12, lại có thông tin rằng Ả Rập Xê Út đã đe dọa mua loại Rafale của Pháp vì Văn phòng Điều tra các vụ Lừa gạt Nghiêm trọng Anh đã điều tra các hợp đồng mua bán vũ khí của Al Yamamah vốn đã bắt đầu từ thập niên 1980. Tuy nhiên ngày 14 tháng 12 năm 2006 có thông tin rằng Văn phòng Điều tra các vụ Lừa gạt Nghiêm trọng đã "dừng" các cuộc điều tra BAE. Họ cho rằng những cuộc gặp gỡ của Giám đốc BAE và Tổng trưởng lý đã dẫn tới kết luận rằng sự chú ý ngày càng gia tăng của công chúng "tới sự an toàn quốc gia và an ninh quốc tế" là đáng quan tâm hơn bất kỳ một nhu cầu tương lai nào cho cuộc điều tra. Ngày 7 tháng 1 năm 2007, có thông báo rằng Ả Rập Xê Út đã đồng ý việc mua và sẽ bắt đầu nhận chuyển giao 72 chiếc Eurofighter từ công ty BAE Systems thuộc Bộ quốc phòng Anh trong thời gian "rất ngắn". Tờ Thời báo một lần nữa lại đưa ra khả năng rằng việc chế tạo máy bay của RAF cũng sẽ nhanh chóng gặp vấn đề như số máy bay của Ả Rập Xê Út, bởi việc chế tạo yêu cầu phải đợi đầy đủ các thành phần của máy bay. Sự dàn xếp này sẽ phản ánh sự chệch hướng của RAF Tornados với RSAF. Tuy nhiên, The Times cũng đã thông báo rằng một thỏa thuận như vậy sẽ khiến việc cam kết mua bộ phận 3 của Anh Quốc dễ trở thành hiện thực hơn.
Những khách hàng tiềm năng khác của Typhoon là Ấn Độ, Đan Mạch, Na Uy, Pakistan, Nhật Bản và Thổ Nhĩ Kỳ. Typhoon đã bị Singapore từ chối, nhưng dù ban đầu Hàn Quốc tỏ ý không quan tâm, đã có khả năng về một đơn hàng từ phía quốc gia này.
Tháng 3 năm 2007, Jane's Information Group đã thông báo rằng Typhoon dường như là đối thủ sẽ giành chiến thắng trong cuộc đua trở thành loại máy bay chiến đấu thế hệ tiếp theo của Nhật Bản. Hiện nay các đối thủ còn lại gồm F/A-18E/F Super Hornet và F-15E Strike Eagle.
Cuối năm 2009, Ấn Độ cho đấu thầu cung cấp 126 máy bay tiêm kích đa nhiệm hạng trung thế hệ mới cho Không quân Ấn Độ (MMRCA). Sau gần 1 năm, tháng 11 năm 2010, Eurofighter Typhoon được tuyên bố thắng thầu trong gói thầu trị giá 11,5 tỉ USD này, qua mặt năm loại chiến đấu cơ sừng sỏ khác là MiG-35, F/A-18 Super Hornet, F-16IN, Rafale và JAS-39 Gripen. Dù cả bốn quốc gia đã nỗ lực hỗ trợ cho việc tham gia gói thầu nhưng nó đã gây thất vọng lớn khi bị loại sau đó và khoảng 3000 việc làm khâu sản xuất đã bị sa thải sau đó do không kiếm được các hợp đồng mới cho việc cung cấp loại máy bay này để tiết kiệm chi phí.
Loại máy bay Typhoon đã có nhiều tai tiếng trong việc hối lộ để được thắng thầu như việc bán 15 chiếc cho cho Áo. Đó là tiền để các quan chức đã bị cáo buộc hối lộ của Áo sẽ quyết định mua Eurofighter vốn đã tốn kém với giá gấp đôi. Số tiền hối lộ đã được phân phối thông qua một mạng lưới phức tạp của các công ty bình phong xung quanh công ty trụ sở Vector Aerospace tại Luân Đôn. Còn tại Ả Rập Xê Út thì hãng sản xuất cũng đã hối lộ để thắng thầu bán 72 chiếc và sau đó bị phạt 400 triệu USD vì vi phạm luật chống tham nhũng trong đấu thầu quốc tế.

## Các phiên bản

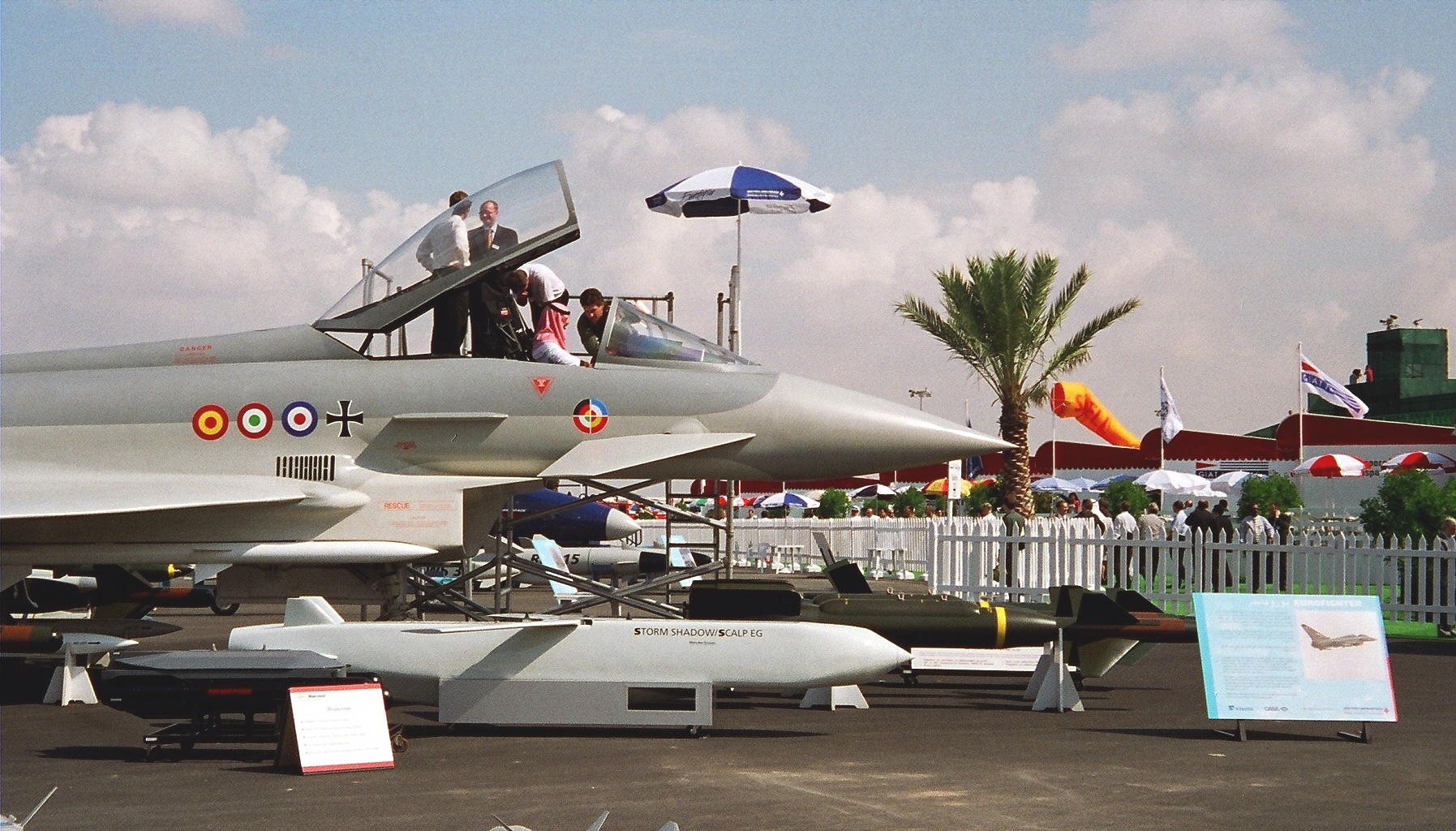
Nguyên mẫu Eurofighter Typhoon trưng bày tại Triển lãm Hàng không Dubai 1998. Lưu ý hàng biểu tượng các lực lượng không quân: (từ trái sáng phải) Không quân Tây Ban Nha, Không quân Italia, Không quân Hoàng gia Anh, và Không quân Đức.

Eurofighter sẽ được chế tạo theo ba phiên bản chính; bảy chiếc Máy bay Phát triển (DA), năm chiếc Máy bay Cung cấp Tiêu chuẩn Sản xuất (IPA) cho việc phát triển thêm các hệ thống và Sản xuất Hàng loạt. Đây là những chiếc đang hoạt động tại các lực lượng không quân các nước có tham gia dự án.
Máy bay Tranche 1 đã được sản xuất từ năm 2000. Những khả năng máy bay hiện đang được tăng cường, với mỗi phần mềm được nâng cấp sẽ tạo ra một tiêu chuẩn khác nhau, được biết đến như những block. Với việc giới thiệu tiêu chuẩn Block 5, chương trình bổ sung trang bị mới R2 khi được bắt đầu sẽ mang mọi máy bay tới tiêu chuẩn này.
Block 1
Block 2khả năng không đối không ở mức ban đầu.
Block 2Bkhả năng không đối không đầy đủ.
Block 5Khả năng hoạt động đầy đủ (FOC) bằng việc kết hợp vai trò không đối không hiện có với khả năng không đối đất.

## Thao diễn chiến đấu
Sự tổng hợp của các tính năng như sự nhanh nhẹn, khả năng thao diễn, tàng hình và hệ thống điện tử hiện đại khiến Typhoon trở thành một trong những loại máy bay chiến đấu có năng lực cao nhất đang hoạt động hiện tại. So với các đối thủ, buồng lái và giao tiếp người/máy của Typhoon được tuyên bố là rất hiện đại, giúp giảm bớt nhiều khối lượng công việc của phi công. Buồng lái Typhoon được phát triển dựa trên các kiểu buồng lái kính tiên tiến trước đó từng được áp dụng trên những loại máy bay F/A-18 Hornet và Mirage 2000, vẻ ngoài tương tự nhau nhưng làm việc hiệu quả hơn với những hoạt động tự động không cần sự can thiệp của phi công. Thiết bị HOTAS quy ước đang ở giai đoạn khái niệm được tăng cường bằng một hệ thống nhập dữ liệu tiếng nói trực tiếp cho phép phi công thực hiện các quy trình lựa chọn phương thức hoạt động và nhập dữ liệu bằng giọng nói.

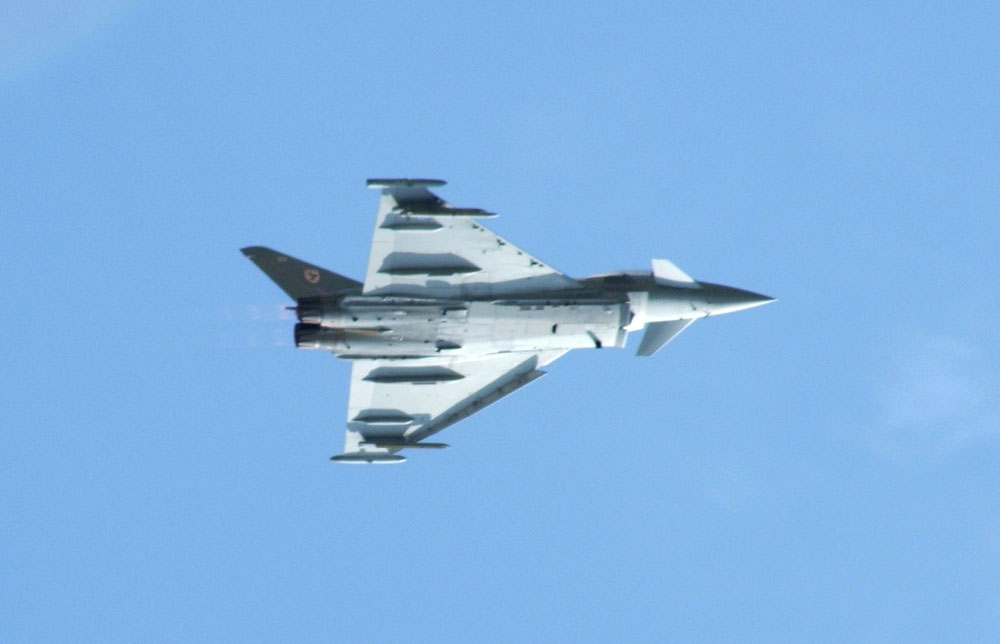
Eurofighter Typhoon thuộc Không quân Hoàng gia Anh đang trình diễn tại Triển lãm hàng không Farnborough, 2006

Tính năng thao diễn chiến đấu của Typhoon, đặc biệt khi so sánh với chiếc F-22A Raptor mới và loại máy bay chiến đấu F-35 đang ở giai đoạn phát triển tại Hoa Kỳ cùng chiếc Dassault Rafale được phát triển tại Pháp, đã trở thành chủ đề của nhiều cuộc nghiên cứu. Tuy việc đưa ra một sự đánh giá có mức độ tin cậy cao là không thể với những thông tin hiện có, nhưng vẫn có một cuộc nghiên cứu của Cơ quan Nghiên cứu và Đánh giá Quốc phòng (DERA) so sánh chiếc Typhoon với những chiếc máy bay chiến đấu hiện nay. Trong cuộc nghiên cứu này, Typhoon xếp thứ hai chỉ sau chiếc F-22A trong thao diễn chiến đấu.
Tháng 3 năm 2005, Tổng tham mưu trưởng Không lực Hoa Kỳ Tướng John P. Jumper, khi ấy là người duy nhất đã điều khiển cả Eurofighter Typhoon và Raptor, đã phát biểu với Air Force Print News về hai chiếc máy bay đó. Ông cho rằng "Eurofighter vừa nhanh nhẹn vừa tinh vi, nhưng vẫn khó để so sánh với F/A-22 Raptor. Chúng là những kiểu máy bay khác nhau để so sánh; nó giống như việc yêu cầu chúng ta so sánh một chiếc xe đua NASCAR với một chiếc Công thức 1. Chúng đều đáng chú ý theo những cách khác nhau, nhưng chúng được thiết kế ở những mức độ khác nhau để so sánh".
Tháng 6 năm 2005, Scotland on Sunday đã thông báo rằng, khi bị hai chiếc F-15E Strike Eagle của Không lực Hoa Kỳ 'tấn công', một chiếc Eurofighter bằng kiểu bay đảo thoát 'Case White' đã thoát khỏi tầm tấn công và "bắn hạ chúng" (ví dụ, có được khoảng thời gian khóa radar đủ dài để bắn tên lửa chính xác, giống như trong chiến đấu thực sự). Nói chung mọi người thừa nhận rằng tính năng thao diễn của Eurofighter Typhoon tốt hơn nhiều so với loại F-15C/D, biến thể máy bay giành ưu thế trên không hiện nay của F-15.
Tuy Typhoon không có kỹ thuật tàng hình mọi khía cạnh như F-22A, thiết kế của nó thực sự có tích hợp một số tính năng hạn chế khả năng bị thám sát. Tính năng hạn chế thám sát radar này của Typhoon hiện đang được bảo mật. Chức năng thám sát và theo dõi mục tiêu hồng ngoại bị động (không đối không và không đối đất) do PIRATE (Thiết bị Thám sát Máy bay Hồng ngoại Bị động) đảm nhiệm, chúng đồng thời hỗ trợ hoa tiêu và hạ cánh.
Typhoon có khả năng duy trì bay siêu tốc mà không cần sử dụng các buồng đốt lần hai. F-22A là chiếc máy bay đang hoạt động duy nhất khác có khả năng bay siêu tốc này. Theo EADS, tốc độ tối đa có thể đạt được khi không sử dụng buồng đốt lần hai là Mach 1.5 cái mà EF GmbH coi là một định dạng thiết kế 'sạch' — ví dụ, không sử dụng các bình dầu phụ mà mang theo bốn BVRAAM và hai IR AAM. (Tính năng bay siêu tốc sẽ giảm còn Mach 1.3 khi trang bị đủ tất cả các loại vũ khí không đối không, gồm cả các bình dầu phụ). Khả năng bay siêu tốc của Rafale đã được miêu tả là đạt tới cực điểm với loại động cơ hiện thời (máy bay không thể thao diễn khả năng này trong lần bay đánh giá tại Singapore), tuy theo so sánh F-22 có thể bay siêu tốc thậm chí còn nhanh hơn với đầy đủ các loại vũ khí ở khoang trong.
Cánh mũi, vật liệu chế tạo nhẹ (>70% composite sợi carbon) và thiết kế vốn đã chú trọng cao độ tới sự phù hợp khí động học với hệ thống điều khiển số bốn kênh tín hiệu mang lại cho máy bay sự ổn định cao, cho phép duy trì sự nhanh nhẹn cả ở tốc độ siêu âm và tốc độ thấp. Hệ thống fly-by-wire được miêu tả là "hoàn hảo" khi có thể ngăn phi công thực hiện các động tác bay vượt quá giới hạn.
Năm 2002 MBDA Meteor đã được lựa chọn làm loại tên lửa không đối không tầm xa trang bị cho Eurofighter Typhoon. Vì những chậm trễ trong quá trình phát triển Meteor, Typhoon sẽ được tạm thời trang bị các tên lửa Raytheon AMRAAM. Thời gian dự kiến đưa vào sử dụng hiện nay của Meteor là tháng 8 năm 2012.

## Khả năng tấn công mặt đất
Typhoon luôn được dự trù để trở thành máy bay chiến đấu chiến thuật với khả năng tấn công không đối đất mạnh. Tuy nhiên, nhu cầu cấp thiết về khả năng này của Không quân Hoàng gia chỉ khiến việc tích hợp khả năng tấn công mặt đất ở mức "trung bình", dựa trên thiết bị chỉ định laser của Rafael/Ultra Electronics Litening III và Enhanced Paveway II G/LGB, sớm hơn dự định. Một hệ thống với khả năng tấn công mặt đất mạnh hơn khác sẽ được hoàn thành và trang bị cho mọi quốc gia thành viên dự án sau này. Khả năng này của Không quân Hoàng gia sẽ cho các máy bay thuộc Block 5 sẽ được chuyển giao cuối Tranche 1 và, bằng cách trang bị thêm thiết bị mới, trên mọi máy bay phản lực Tranche 1 của Không quân Hoàng gia.
Sự thiếu vắng khả năng tấn công mặt đất này được tin là một trong những yếu tố quan trọng dẫn tới việc Singapore từ chối nó năm 2005. Khi Typhoon trượt trong danh sách cuối cùng, Bộ quốc phòng Singapore đã bình luận: "Thời gian biểu cam kết về việc chuyển giao Typhoon và các hệ thống của nó không đạt yêu cầu của Không quân Singapore." Flight Daily News đã thông báo rằng Singapore lo ngại về thời gian biểu giao hàng và các quốc gia tham gia dự án Eurofighter không có khả năng xác định một cách chính xác và đúng đắn nội dung các gói khả năng Tranche 2 và Tranche 3 của Typhoon. Singapore cẩn các khả năng của Tranche 2 mới 'đang được dự định' nhưng vẫn chưa tìm được nguồn tài chính, và muốn chúng được trao theo thời gian biểu cần thiết cho Tranche 1. Khả năng tấn công mặt đất 'khiêm tốn' tạm thời còn chưa có vốn tài trợ khí ấy đang được phát triển cho máy bay Block 5 của Không quân Hoàng gia và chưa đạt tới mức độ yêu cầu. Dù vậy, theo Flight Daily News, Typhoon được thông báo đã để lại ấn tượng tốt cho đội chuyên gia của Không quân Singapore khiến nó trở thành 'giải pháp kỹ thuật' được chú trọng của họ dù sự "hoạt động của BAE Systems trong thời gian đầu chào thầu" đã tác hại không nhỏ tới những cơ hội của Typhoon. Bằng cách cải thiện khả năng tấn công mặt đất của loại máy bay này, Eurofighter GmbH hy vọng tăng sự lôi cuốn của Typhoon với những khách hàng xuất khẩu tiềm năng khác và biến nó trở thành máy bay hữu dụng hơn.
Việc kiểm nghiệm Phần mềm Điều khiển Bay không đối đất (FCS Phase 5) gần đây nhất, do một đội dưới sự chỉ huy của EADS viết, bắt đầu năm 2006. Phần mềm sẽ trải qua các cuộc kiểm nghiệm khắt khe tại tất cả bốn nước thành viên dự án và sáu chiếc máy bay sẽ được thử nghiệm và phê chuẩn yêu cầu chất lượng. Việc hoàn thành các cuộc kiểm nghiệm này sẽ dẫn tới sự phê chuẩn Khả năng Hoạt động Đầy đủ (FOC) được chỉ rõ trong HỢp đồng Phát triển Chính. Các bên hy vọng việc này sẽ diễn ra đầu năm 2007 kịp thời gian cho máy bay Tranche 1 Block 5 đầu tiên. Cùng với những cuộc thử nghiệm phần mềm Phase 5, khả năng hoạt động của hệ thống điện tử FOC (gồm cả mũ phi công mới) hiện đang trải qua giai đoạn thử nghiệm bay, sau kết luận của những cuộc thử nghiệm thiết bị năm 2005. The Cơ quan Quản lý Eurofighter và Tornado của NATO (NETMA) đã cấp một giấy chứng nhận đủ điều kiện bay năm 2005.

## Đặc điểm kỹ thuật

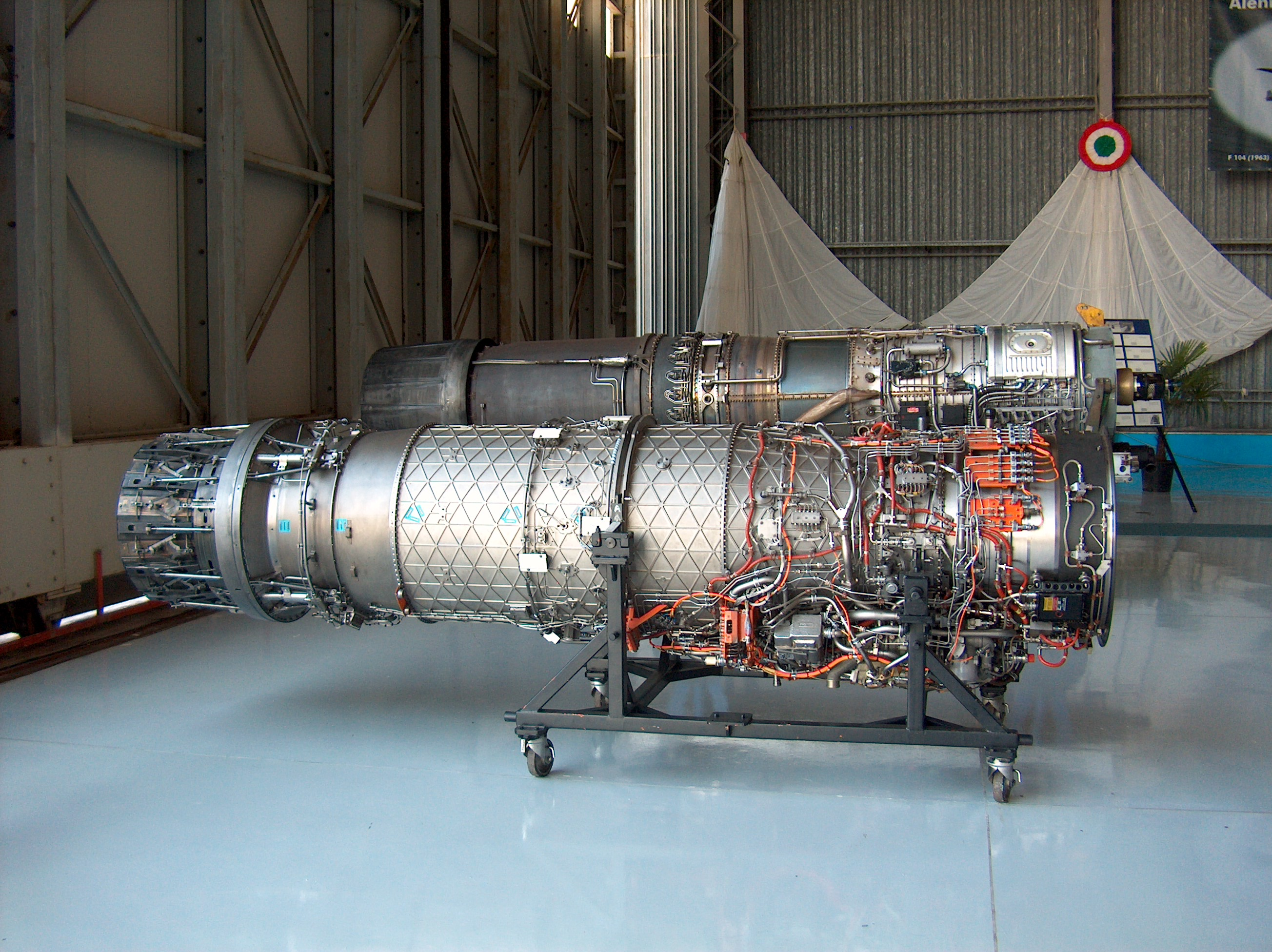
Động cơ EJ200 (cận cảnh)

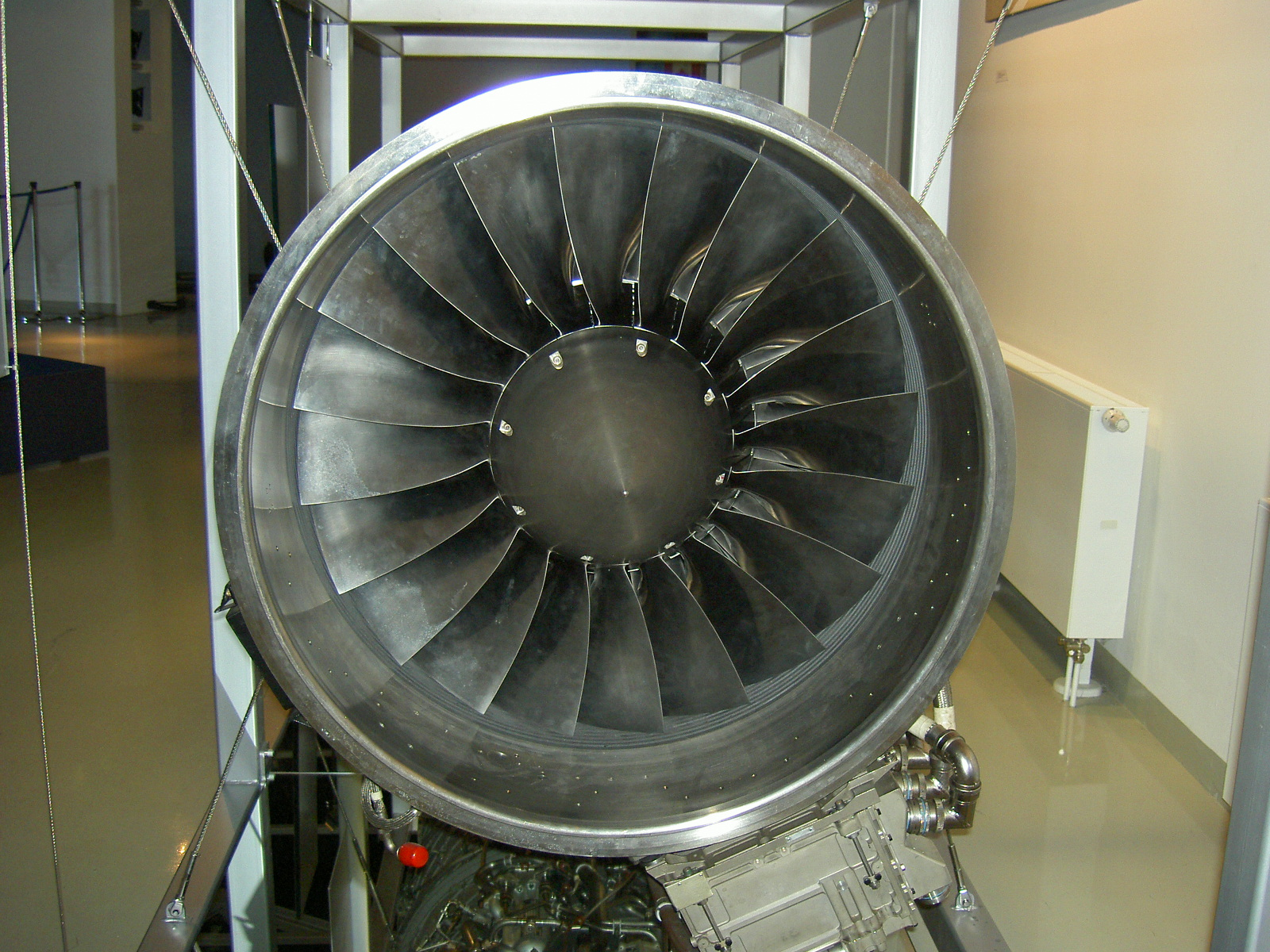
Động cơ máy bay nhìn đằng trước

### Tính năng chung
- Đội bay: 1 hoặc 2 (máy bay huấn luyện)
- Chiều dài: 15,96 m (52 ft 5 in)
- Sải cánh: 10,95 m (35 ft 11 in)
- Chiều cao: 5,28 m (17 ft 4 in)
- Diện tích cánh: 50 m² (540 ft²)
- Trọng lượng không tải: 11.000 kg (24.250 lb)
- Tải trọng: 15.550 kg (34.280 lb)
- Trọng lượng cất cánh tối đa: 23.500 kg (51.809 lb)
- Động cơ: 2 x động cơ Eurojet EJ200 tuốc bin cánh quạt có tăng lực; lực đẩy khô: 60 kN (13.500 lbf); lực đẩy khi đốt nhiên liệu lần hai: 90 kN (20.250 lbf)

### Hiệu suất bay
- Tốc độ tối đa:
  - Ở trên cao: Mach 2 (2.495 km/h hoặc 1,550 mph ở độ cao 10.975m)
  - Ở mực nước biển: Mach 1.25 (1,530 km/h hoặc 950 mph)
  - Tốc độ hành trình: Mach 1.5
- Tầm bay: 2,900 km (1,800 mi)
- Bán kính chiến đấu:

(với 3 thùng dầu 1,000 lít)
- - Tấn công mặt đất, lo-lo-lo: 601 km (325 nmi)
  - Tấn công mặt đấy, hi-lo-hi: 1,389 km (750 nmi)
  - Phòng không với 3 tiếng tuần tra chiến đấu trên không: 185 km (100 nmi)
  - Phòng không với 10 phút: 1,389 km (750 nmi)
- Tầm bay tối đa: >3,790 km (2,350 mi với 3 thùng dầu phụ)
- Trần bay: 19,812 m (65,000 ft)
- Tốc độ lên cao: >318 m/s (62,600 ft/min)
- Tải trọng cánh: 312 kg/m² (63.9 lb/ft²)
- Lực đẩy/khối lượng: 1.15 (cấu hình chặn)

### Vũ khí
- Súng: 1 x Pháo 27 mm Mauser BK-27 với 150 viên
- Mấu cứng: Tổng số 13: 8 × dưới cánh; và các tháp pylon dưới thân 5 × giữ trọng tải vượt quá 9.000 kg (19.800 lb)
- Tên lửa:
  - Tên lửa không đối không:
    - AIM-120 AMRAAM (AIM-120C-5/7 dự kiến trang bị cho biến thể P2E)
    - AIM-132 ASRAAM
    - AIM-9 Sidewinder
    - IRIS-T
    - MBDA Meteor

  - Tên lửa không đối đất:
    - AGM-65 Maverick
    - AGM-88 HARM
    - Brimstone
    - Taurus KEPD 350
    - Storm Shadow/Scalp EG
    - SPEAR 3 (dự kiến)
    - Tên lửa chống hạm MBDA Marte ER
    - Joint Strike Missile (dự kiến)
- Bom:
  - Bom dẫn hướng bằng laser Paveway II/III/Enhanced Paveway
  - 500lb Paveway IV
  - Bom đường kính nhỏ (dự kiến trang bị cho biến thể P2E)
  - Bom tấn công trực diện phối hợp (JDAM), trong tương lai
  - HOPE/HOSBO, trong tương lai
- Khác:
  - Damocles (hệ thống chỉ thị mục tiêu)
  - Hệ thống chỉ thị mục tiêu laser LITENING III
  - Sniper Advanced Targeting Pod
  - 3 thùng dầu phụ
- Hệ thống điện tử:
  - Radar Euroradar CAPTOR
  - Passive Infra-Red Airborne Tracking Equipment
  - Praetorian DASS

## Văn hóa đại chúng
- Eurofighter Typhoon xuất hiện trong trò chơi máy tính EF2000 của Digital Image Design.

## Liên kết
- Trang mạng chính
- Eurofighter Typhoon bay biểu diễn

## Chủ đề liên quan
- Liên quan
  - British Aerospace EAP
- Máy bay tương tự
  - F-22 Raptor
  - Dassault Rafale
  - JAS 39 Gripen
  - Sukhoi Su-30
  - Sukhoi Su-35
  - Dự án MiG 1.44/1.42
- Danh sách tiếp theo

Các dự án phát triển máy bay đa quốc gia chính tại châu Âu:
G.91 - Alpha Jet - Jaguar - Tornado - Typhoon
- Danh sách
  - Danh sách máy bay quân sự đang hoạt động trong quân đội Anh
  - Danh sách máy bay của Không quân Hoàng gia
  - Danh sách máy bay quân sự Đức
- Xem thêm
  - Máy bay chiến đấu thế hệ thứ 4